# Hans Spitzner

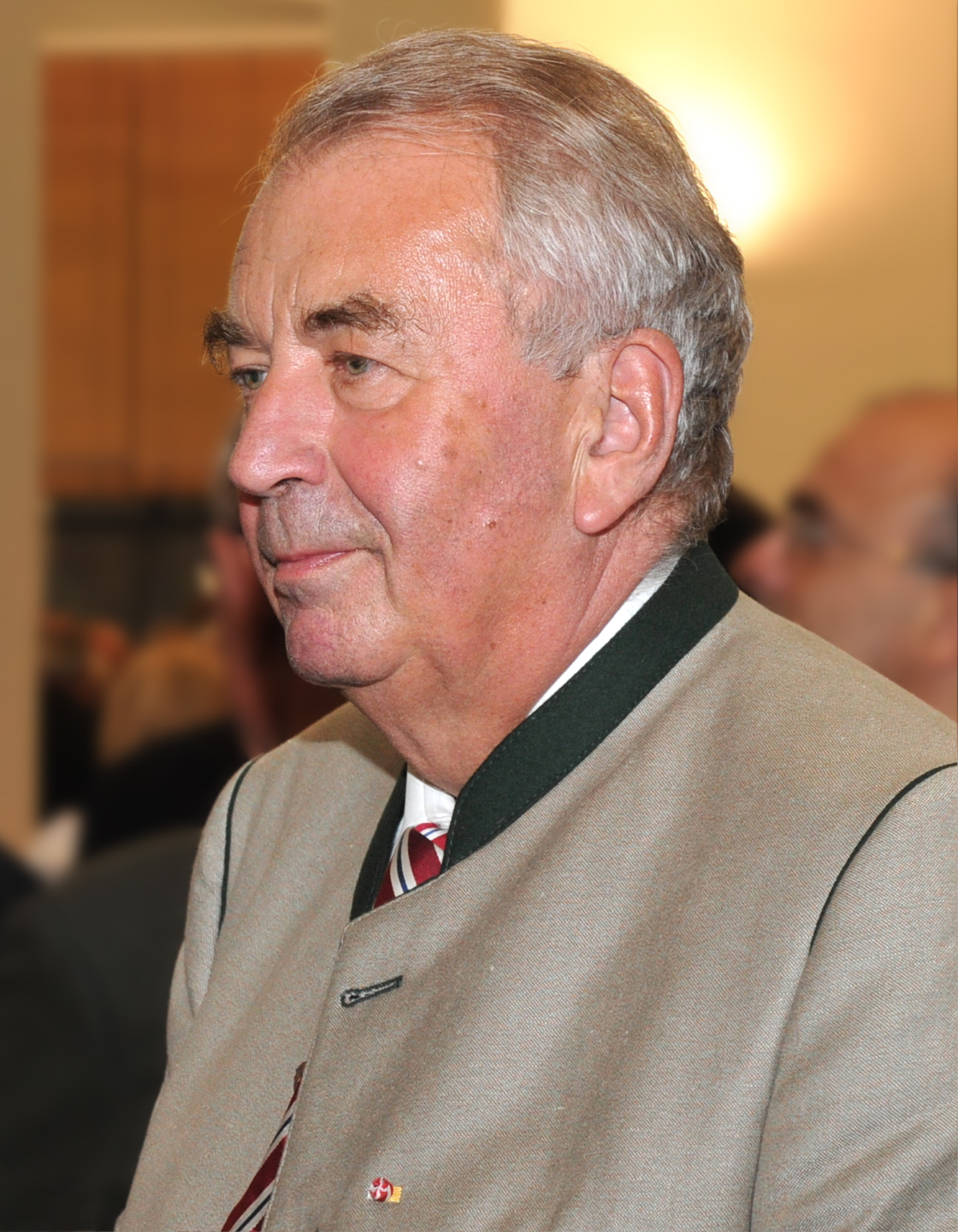
Hans Spitzner

Hans Spitzner (* 26. November 1943 in Berchtesgaden) ist ein deutscher Politiker (CSU).

## Leben
Er wuchs in Parsberg in der Oberpfalz auf.
Nach seinem Abitur 1962 studierte Spitzner Volkswirtschaftslehre und Politikwissenschaften an der Universität München und arbeitete anschließend in der Zentrale der Hypo-Bank München und als freiberuflicher Wirtschaftsberater. Er ist verheiratet und hat eine Tochter. Sein Onkel war der ehemalige Bezirkstagspräsident der Oberpfalz Alfred Spitzner.

## Politik
Seit 1967 ist er Mitglied der CSU und wurde 1974 erstmals in den Bayerischen Landtag gewählt. Er vertrat dort den Stimmkreis 303 Neumarkt in der Oberpfalz und erzielte bei der letzten Landtagswahl (2003) ein Erststimmenergebnis von 67,8 %. Von 1987 bis 1988 und wieder von 1990 bis 1993 war er stellvertretender Vorsitzender der CSU-Landtagsfraktion. In den beiden Jahren dazwischen war Spitzner im Zuge der Kabinettsumbildung nach dem Tod Franz Josef Strauß’ als Staatssekretär im Bayerischen Staatsministerium für Landesentwicklung und Umweltfragen zum ersten Mal in die Bayerische Staatsregierung berufen worden.
1993 wurde Spitzner von Edmund Stoiber zum Staatssekretär im Bayerischen Staatsministerium für Wirtschaft, Verkehr und Technologie (ab 2003: „Bayerisches Staatsministerium für Wirtschaft, Infrastruktur, Verkehr und Technologie“) berufen. Im April 1994 titulierte er Gregor Gysi und die in Umfragen zulegende PDS als „Stalinisten, Mörderbande, alte kommunistische Schlammsau“. Spitzner blieb bis zum Wechsel des Ministerpräsidenten im Oktober 2007 Staatssekretär. Dem Kabinett von Günther Beckstein gehörte er nicht mehr an.
Zudem war Spitzner von 1995 bis 2008 Vorsitzender des CSU-Bezirksverbandes Oberpfalz.
Zur Landtagswahl in Bayern 2008 stand er nicht mehr zur Wahl.

## Auszeichnungen
- 2001: Großes Silbernes Ehrenzeichen mit dem Stern für Verdienste um die Republik Österreich[2]
- 2013: Komtur des Ordens des Sterns von Italien